# Almedina
Almedina – gmina w Hiszpanii, w prowincji Ciudad Real, w Kastylii-La Mancha, o powierzchni 55,9 km². W 2011 roku gmina liczyła 652 mieszkańców.